# Municipio de Comitán de Domínguez
El Municipio de Comitán de Domínguez es uno de los 124 municipios que conforman el estado de Chiapas, su cabecera es el ciudad de Comitán de Domínguez.

## Toponimia
Comitán viene del náhuatl Komitl-tlan, "lugar de alfareros". Pero ostenta el apellido Domínguez en honor a Belisario Domínguez Palencia.

## Geografía
Comitán de Domínguez tiene una extensión de aproximadamente 977 km². Forma parte de la región socioeconómica XV Meseta Comiteca Tojolabal.
Las coordenadas extremas del municipio son: al norte 16°35' de latitud norte; al sur 16°00' de latitud; al este 91°59' de longitud oeste; al oeste 92°22' de longitud.
El municipio de Comitán de Domínguez limita al norte con los municipios de  Amatenango del Valle, Chanal y Las Margaritas; al este con los municipios de Las Margaritas, municipio de La Independencia y La Trinitaria; al sur con los municipios de La Trinitaria y Tzimol y al oeste con los municipios de Tzimol, Socoltenango, Las Rosas y  Amatenango del Valle.

Según la clasificación climática de Köppen, el clima corresponde al tipo Aw - Tropical seco.

## Demografía
De acuerdo a los resultados del Censo de Población y Vivienda de 2020 realizado por el Instituto Nacional de Estadística y Geografía, la población total del municipio es de 166 178 habitantes, lo que representa un crecimiento promedio de 1.7% anual en el período 2010-2020 sobre la base de los 141 013 habitantes registrados en el censo anterior. Al año 2020 la densidad del municipio era de 169,9 hab/km².
| Gráfica de evolución demográfica de Municipio de Comitán de Domínguez entre 2000 y 2020 |
|                                                                                         |
| Fuente: Instituto Nacional de Estadística Geografía e Informática                       |

El 47.8% de los habitantes eran hombres y el 52.2% eran mujeres. El 90.9% de los habitantes mayores de 15 años (108 688 personas) estaba alfabetizado. La población indígena sumaba 12 050 personas.
En el año 2010 estaba clasificado como un municipio de grado bajo de vulnerabilidad social, con el 16.58% de su población en estado de pobreza extrema. Según los datos obtenidos en el censo de 2020, la situación de pobreza extrema afectaba al 18.6% de la población (31 370 personas).

### Localidades
En el censo de 2020 el municipio de Comitán de Domínguez contaba con 331 localidades.
| Código INEGI      | Localidad             | Población (2020) |
| ----------------- | --------------------- | ---------------- |
| 070190001         | Comitán de Domínguez  | 113 479          |
| 070190158         | Villahermosa Yalumá   | 2 741            |
| 070190122         | San José Yocnajab     | 2 455            |
| 070190053         | Francisco Sarabia     | 2 075            |
| 070190021         | Cash                  | 2 048            |
| 070190052         | La Floresta           | 1 941            |
| 070190093         | Los Riegos            | 1 916            |
| 070190143         | Señor del Pozo        | 1 581            |
| 070190029         | Chacaljocom           | 1 469            |
| 070190045         | Efraín A. Gutiérrez   | 1 337            |
| 070190090         | Quijá                 | 1 057            |
| 070190168         | Zaragoza la Montaña   | 1 053            |
| 070190055         | Abelardo L. Rodríguez | 1 010            |
| Otras localidades | Otras localidades     | 32 016           |
| Total municipal   | Total municipal       | 166 178          |

## Salud y educación
En 2010 el municipio tenía un total de 81 unidades de atención de la salud, con 279 personas como personal médico. Existían 137 escuelas de nivel preescolar, 161 primarias, 34 secundarias, 16 bachilleratos, 2 escuelas profesionales, 25 escuelas de formación para el trabajo y 17 escuelas primarias indígenas.

## Actividades económicas
Las principales actividades económicas del municipio son el comercio minorista, la prestación de servicios generales no gubernamentales y la prestación de servicios de alojamiento temporal y preparación de alimentos y bebidas.